# 옹텡청
옹텡청(王鼎昌, Ong Teng Cheong, 문화어: 옹 텡 총, 1936년 1월 22일 ~ 2002년 2월 8일)은 싱가포르의 정치인으로, 1993년부터 1999년까지 대통령으로 재임했다. 그는 싱가포르 역사상 최초의 민선 대통령이다.
1936년 싱가포르에서 태어나 중국인 고등학교에서 고등 교육을, 말라야 대학교에서 대학 교육을 받았다.
1993년 싱가포르 최초의 민선 대통령으로 당선되어 6년간 업무를 수행했으며, 다음 대선에는 출마하지 않았다. 2002년 10년간 앓고 있던 림프종으로 사망했다.

## 역대 선거 결과
| 선거명      | 직책명            | 대수 | 정당   | 득표율 | 득표수    | 결과 | 당락 |
| ----------- | ----------------- | ---- | ------ | ------ | --------- | ---- | ---- |
| 1993년 선거 | 싱가포르의 대통령 | 5대  | 무소속 | 58.69% | 952,513표 | 1위  |      |